# Nicolaus Fest
Pour les articles homonymes, voir Fest.
Constantin Nicolaus Johannes Joachim Fest, né le 1er juillet 1962 à Berlin, est un juriste, journaliste et homme politique allemand.

## Biographie
Nicolaus Fest est le fils de l'historien, éditeur et auteur contemporain Joachim Fest et le frère de l'éditeur Alexander Fest.
Fest grandit à Hambourg et étudie le droit. Il obtient son doctorat à l'université Humboldt de Berlin en 1995 avec une thèse sur « l'enrichissement et l'indemnisation des dommages causés par la violation des droits de propriété intellectuelle ».
Membre d'Alternative pour l'Allemagne (AfD), il est élu député européen en mai 2019. Il siège au sein du groupe Identité et démocratie (ID) puis chez les non-inscrits après son exclusion de l'AfD en mai 2024. Il n'est pas candidat à un nouveau mandat lors des élections européennes qui suivent.